# Cojinete endocárdico

Corazón primitivo durante la formación de sus cavidades.

El término cojinetes endocárdicos se refiere a un subconjunto de células en el desarrollo del corazón que desempeñan un papel vital en la formación adecuada de los septos cardíacos. Surgen de las paredes dorsal y ventral del canal auriculoventricular y se fusionan de modo que queda dividido en aurículas y ventrículos. Participan en la septación del corazón y en la formación de las válvulas auriculoventriculares. Es la parte que va en el medio, entre las aurículas y ventrículos. El septum primum, una membrana que surge del techo de la aurícula primitiva, va creciendo en dirección a los cojinetes endocárdicos y forma con ellas una abertura, el ostium primum, hasta que ocurre la fusión completa y la formación del septo auriculoventricular primitivo. Los cojinetes sirven de soporte para el septum primum cuando este se torna la válvula del foramen oval, que divide a las aurículas.
Los cojinetes también forman la parte membranosa del septo interventricular.
Una falla en la fusión de los cojinetes con el septum primum causa una anomalía grave en que el ostium primum que debería ser totalmente cerrado, permanece abierto y permite el paso de sangre entre las aurículas, lo cual cause un descenso de la saturación arterial de oxígeno.